# Corpuscularia gracilis
Corpuscularia gracilis là một loài thực vật có hoa trong họ Phiên hạnh. Loài này được H.E.K.Hartmann mô tả khoa học đầu tiên năm 2002 publ. 2001.